# 가네다 가즈유키
가네다 가즈유키(일본어: 金田 和之, 1990년 9월 18일 ~ )는 전 일본의 프로 야구 선수이다.

## 인물

### 프로 입단 전
다카라베 초등학교 3학년 때에 ‘다카라베 선데이스’라는 소년 야구팀에서 야구를 시작했다. 그 팀에는 훗날 프로 구단에 입단하는 나카자키 유타, 나카자키 쇼타 형제가 있는데 집도 걸어서 몇 분 정도의 거리였다고 한다. 다카라베 중학교에서는 연식 야구부에 소속됐고 중학교 졸업 후 미야코노조 상업고등학교에 입학하여 고등학교 시절에는 소속 현 대회 준우승이 최고 성적으로 고시엔 대회 출전 경험은 없었다. 오사카 가쿠인 대학 경제학부에 진학해 대학에서는 2년차인 춘계 리그전에 첫 등판했다. 3학년 때 춘계 리그에서 4학년 춘계 리그까지 3기 연속으로 5승을 올렸고 3학년 때인 춘계 리그에서는 최우수 투수상을 수상했다. 3학년 추계 리그와 4학년 춘계 리그에서는 베스트 나인으로 선정 된 것 외에도 이 동안의 4학년 춘계 리그에서 추계 리그에 걸쳐 6경기 연속 완봉승을 기록했다. 또한 2012년 3월에는 후에 입단하는 한신 타이거스 2군과의 연습 경기에 등판해 이 때는 5이닝을 던져 1실점(무자책점)을 기록했다. 4학년 때 추계 리그에서 어깨 통증으로 간사이 6대학 리그 우승 결정전 등에 등판할 수 없었다. 간사이 6대학 리그에서의 통산 성적은 32경기에 등판하여 18승 6패, 평균 자책점은 1.48이다.
2012년 프로 야구 드래프트 회의에서 한신 타이거스로부터 5순위로 지명을 받고 입단, 등번호는 48번으로 결정됐다.

### 프로 입단 후

#### 2013년
첫 신인 합동 자주 트레이닝에서는 전년도에 통증이 있었던 오른쪽 어깨 재활 치료가 있는 관계로 서서히 시즌을 맞이했다. 스프링 캠프에 들어가기 직전인 1월 28일에 겨우 불펜에 들어갔다. 정규 시즌에 들어가고 나서는 당분간 2군 생활이 계속됐지만 같은 해 개최된 프레시 올스타전에서 웨스턴 리그 대표팀 출전 선수로 발탁됐다. 프레시 올스타전에서는 4회에 등판해 1이닝을 3자 범퇴로 막았다. 그후 8월 15일에 처음으로 1군에 등록됐지만 등판 기회는 없었고 이틀 후인 8월 17일에 쓰루 나오토와의 교체로 2군으로 내려갔다. 웨스턴 리그에서는 17경기에 등판하여 1승 4패, 3.68의 평균 자책점을 남겼다.
같은 해 9월 3일, 2군에서 선발 등판 예정이었던 시라니타 히로카즈가 1군에서 선발 등판할 예정이었던 제이슨 스탠드리지의 대역으로 급거 1군에 선발됐을 때 시라니타의 대역으로 2군 무대에서 선발 등판했다. 경기 자체는 2회말에 강우 노 게임이 됐다.

#### 2014년
3월 28일, 개막전인 요미우리 자이언츠와의 경기(도쿄 돔)에서 프로 데뷔 첫 등판을 이뤘다. 7회부터 1이닝을 던져 무실점으로 막았다. 6월 17일 홋카이도 닛폰햄 파이터스와의 경기(한신 고시엔 구장)에서 연장 12회초에 팀의 6번째 투수로 등판해 타자 1명을 막아냈고 그 다음에는 맷 머턴이 끝내기 안타를 때려내면서 한신이 승리했기 때문에 프로 데뷔 첫 승리 투수가 됐다. 7월 22일 요미우리와의 경기(한신 고시엔 구장)에서는 2대 2로 맞이한 연장 12회말 1사 1루 상황에서 등판해 이바타 히로카즈에게 던진 초구가 병살타가 됐고 그 이후에는 한신이 끝내기 승리를 했기 때문에 일본 프로 야구 역대 36번째인 1구 승리를 기록했다. 8월 21일 주니치 드래곤스와의 경기(교세라 돔 오사카)에서는 프로 데뷔 후 첫 선발로 등판해 프로 입문 후 최장 기록인 5이닝을 던져 4피안타 2실점으로 막아냈고 선발로서는 첫 승리인 4승째를 올렸다. 이 경기 종료 후에는 처음으로 히어로 인터뷰의 주인공이 됐다.

## 플레이 스타일
최고 속도 150 km/h 의 직구와 다채로운 변화구를 갖고 있다. 그 중에서도 움직이는 직구가 있는 것이 특징이다. 투구 폼이 이와쿠마 히사시랑 닮았고 본인도 이와쿠마의 투구 폼을 참고로 하고 있다고 말했다.

## 상세 정보

### 출신 학교
- 미야자키 현립 미야코노조 상업고등학교
- 오사카 가쿠인 대학

### 선수 경력
- 한신 타이거스(2013년 ~ 2016년)
- 오릭스 버펄로스(2017년 ~ 2021년)

### 개인 기록

#### 투수 기록
- 첫 등판 : 2014년 3월 28일, 대 요미우리 자이언츠 1차전(도쿄 돔), 7회말에 3번째 투수로서 구원 등판, 1이닝 무실점
- 첫 탈삼진 : 2014년 3월 30일, 대 요미우리 자이언츠 3차전(도쿄 돔), 4회말에 가타오카 야스유키로부터 헛스윙 삼진
- 첫 승리 : 2014년 6월 17일, 대 홋카이도 닛폰햄 파이터스 3차전(한신 고시엔 구장), 12회초 2사에 6번째 투수로서 구원 등판, 1/3이닝 무실점
- 첫 선발·첫 선발 승리 : 2014년 8월 21일, 대 주니치 드래곤스 17차전(교세라 돔 오사카), 5이닝 4피안타 2실점

#### 타격 기록
- 첫 타석·첫 안타 : 2014년 8월 21일, 대 주니치 드래곤스 17차전(교세라 돔 오사카), 2회말에 다니엘 카브레라로부터 중전 안타

#### 그 외의 기록
- 1구 승리 : 2014년 7월 22일, 대 요미우리 자이언츠 14차전(한신 고시엔 구장), 12회초에 6번째 투수로서 구원 등판·마무리, 이바타 히로카즈에게 병살타

### 등번호
- 48(2013년 ~ 2016년)
- 58(2017년 ~ 2021년)

### 연도별 투수 성적
| 연 도      | 소 속      | 등 판 | 선 발 | 완 투 | 완 봉 | 무 4 구 | 승 리 | 패 전 | 세 이 브 | 홀 드 | 승 률 | 타 자 | 이 닝 | 피 안 타 | 피 홈 런 | 볼 넷 | 고 4 | 몸 맞 | 탈 삼 진 | 폭 투 | 보 크 | 실 점 | 자 책 점 | 평 자 책 | W H I P |
| ---------- | ---------- | ----- | ----- | ----- | ----- | ------- | ----- | ----- | -------- | ----- | ----- | ----- | ----- | -------- | -------- | ----- | ---- | ----- | -------- | ----- | ----- | ----- | -------- | -------- | ------- |
| 2014년     | 한신       | 40    | 2     | 0     | 0     | 0       | 5     | 1     | 0        | 0     | .833  | 264   | 62.1  | 65       | 6        | 20    | 1    | 0     | 41       | 6     | 0     | 27    | 25       | 3.61     | 1.36    |
| 통산 : 1년 | 통산 : 1년 | 40    | 2     | 0     | 0     | 0       | 5     | 1     | 0        | 0     | .833  | 264   | 62.1  | 65       | 6        | 20    | 1    | 0     | 41       | 6     | 0     | 27    | 25       | 3.61     | 1.36    |

- 2014년 기준.